# Мангака
Манга́ка (яп. 漫画家, скл.) — японское слово, обозначающее человека, который рисует комиксы. Вне Японии это слово обычно используется в значении «художник, рисующий мангу». Очень часто мангака является и автором сценария, однако нередко сценаристом выступает отдельный человек — гэнсакуся (яп. 原作者). Мангака самостоятельно разрабатывает дизайн персонажей (за редкими исключениями), и часто (даже если не является автором сценария) примерно обозначает сюжет будущего произведения. По данным на 2006 год, в Японии работает около 3000 профессиональных мангак.
При непосредственной работе над мангой мангака определяет количество и расположение кадров на странице и прорисовывает основные контуры и самые значимые детали окружения, в то время как один или несколько его ассистентов выполняют черновую работу: обводят контуры тушью, накладывают скринтоны, прорисовывают задние планы и менее значимые кадры и тому подобное. Такая система командной работы была заложена ещё Осаму Тэдзукой.
Распорядок работы мангаки крайне жёсткий — каждую неделю он обязан сдавать в журнал, публикующий мангу, по новой главе (20—30 страниц) своего произведения. Например, автор «Блич» Тайто Кубо рассказывал: «Если я хочу больше внимания уделить какой-то конкретной сцене, которую я считаю важной, я не имею такой возможности из-за недостатка времени». Практически всё своё время мангака обычно посвящает работе над мангой. Мангака Дайсукэ Морияма, присутствуя на фестивале Anime Boston 2005 и отвечая на вопросы о своих хобби, сказал, что ему просто нравится гулять, так как прогулки являются его основным времяпровождением помимо работы над мангами. Некоторые мангаки одновременно рисуют две манги, которые обычно публикуются одна в еженедельном, а другая — в ежемесячном журнале.
Некоторые мангаки объединяются в студии (например, студия CLAMP).

## Этимология
Слово мангака составлено из иероглифов манга (яп. 漫画) и уважительного суффикса -ка (яп. 家), буквально означающего «дом» и употребляемого по отношению к специалисту в какой-либо области.